# Szigetszentmiklósi TK
A Szigetszentmiklósi Testgyakorlók Köre (rövidítve:Szigetszentmiklósi TK)  Szigetszentmiklóson 1922-ben alapított egyesület, amely labdarúgó-szakosztályt működtet. 2018. június 25. óta  felszámolás alatt áll.

## Története

### Kezdetek
A Szigetszentmiklósi TK-t hivatalosan 1922-ben alapították, de az SzTK első mérkőzését már 1919-ben lejátszotta. A klub történetének első találkozóját, május 1-jén az Erzsébeti Húsos ellen, a Csonka-hegyi legelőn játszotta és 3:3-as végeredmény született.
Ezt még két találkozó követte, ám a történelem vihara elsodorta a klubot, amely 1922-ben újból megalakult, s ekkor választották ki a klub zöld-fehér színét is. 
Az SzTK-nak ekkor négy szakosztálya volt: labdarúgás, atlétika, súlyemelés, futó. Ezekhez csatlakozott még a dalárda és a színjátszó csoport is.
Az első labdarúgó-pálya Ragádon a Vásártér mellett volt, majd a Deutsch kertbe költözött a klub, az öltöző a Horváth-Fodor kocsmában volt. A harmadik pálya ismét a Vásártér mellett volt (öltöző a Piller kocsmában).
A labdarúgók a Pest megye környéki bajnokságban szerepeltek, első fénykorukat 1932 és 1937 között élték, amikor a Dunavidék Serleg Bajnokságot is elhódították.
A 40 éves évforduló alkalmával Pest megye bajnoka lett az egyesület, majd egy évvel később egyesült a Csepel Autógyár csapatával.
A hetvenes, nyolcvanas években a megyei első osztály és az NB III között ingázott a csapat. 1998-ban története során először jutott fel a klub az NB II-be, ám ez akkor a harmadik vonal volt.

### Névváltozások
| Év   | Név                   |
| ---- | --------------------- |
| 1922 | Szigetszentmiklósi TK |
| 1948 | Kossuth Építők        |
| 1953 | Törekvés KSK          |
| 1956 | Vörös Meteor          |
| 1957 | Szigetszentmiklósi TK |
| 2009 | SzTK-Erima            |
| 2016 | Szigetszentmiklósi TK |

### NB III-ból NB II-be
A bajnokságok átszervezése miatt a csapat ismét NB III-as lett, ahonnan 2009-ben került fel újra az NB II-be, ahol 2016-ig szerepelt. 2009-ben az NB III Duna-csoportjában indult a csapat, amely a szezonban végig kiemelkedően futballozva bajnoki címet nyert. A csapat akkori vezetőedzője Rubold Péter volt. A legeredményesebb játékosa Tóth János volt, aki 20 gólt szerzett a szezonban.

## NB II-es évek
Az SzTK-t az NB II Nyugati csoportjába sorolták, amelyben a 2009–2010-es szezonban a 8. helyen végzett. A csapat több meglepő eredményt is elért, többek között megszakította a Gyirmót FC 15 mérkőzésen át tartó veretlenségi sorozatát, de az utolsó előtti fordulóban győzött a későbbi bajnok Siófok pályáján is.
A következő bajnokságban a 10. helyen végzett az együttes. Majd a 2011–2012-es szezonban érte el eddigi legjobb eredményét a hetedik hellyel. Ekkor a tavaszi szezon sikerült különösen jól. Csak a tavasz eredményeit figyelembe véve a csapat a második legjobb volt a mezőnyben, de az összesített hetedik hely is a legjobb a klub történetében.
A 2012–2013-as bajnokságban a 7. helyen végzett a csapat, ezzel jogot szerzett arra, hogy osztályozó mérkőzést vívjon az egycsoportos NB II-be kerülésért. A gárda riválisa az NB III-as bajnok Dorog volt, amely idegenben 6–0-ra legyőzött, a visszavágó így már csak formalitás volt, amelynek 1–1 lett a vége. Így az SzTK-Erima bekerült a 16 csapatos egycsoportos második ligába.
A 2013–2014-es bajnokságban a gárda végül a 11. helyen végzett, magabiztosan megőrizve NB II-es tagságát.
Érdekes, hogy a 2014–2015-ös szezonban egy helyet javított a csapat, de csak az utolsó előtti fordulóban, Siófokon aratott győzelemmel tudta kiharcolni a bennmaradást. A következő szezonban kiestek az NB III-ba, majd miután nem sikerült visszajutniuk, 2017 nyarán a Magyar Labdarúgó-szövetség nem fogadta el nevezésüket a következő NB III-as idényre, a szigetszentmiklósi klub hivatalos közleményben jelezte, csak a megyei első osztályban indul a 2017–2018-as idényben.
2018 februárjában bejelentették, hogy a csapat a megyei bajnokság küzdelmeitől is visszalép.

## Magyar Kupa
A csapat több alkalommal is jól szerepelt a Magyar Kupában és magasan jegyzett NB I-es ellenfelekkel szemben is jó teljesítményt nyújtott. 2008 őszén a Ferencvárosi TC-t fogadta az SzTK a Sport utcában és 1–1-es végeredmény után, csak tizenegyesekkel maradt alul.
A 2009-es őszi sorozatban egészen a legjobb nyolcig jutott a gárda, akkor a Zalaegerszegi TE FC elleni kétmeccses összecsapáson esett ki.
Egy évvel később az NB I-es Bp. Honvédot kiejtette a csapat a sorozatból (hosszabbítás után 2–1), majd az Újpest FC-t fogadta hazai pályán. A mérkőzés 3–3-as eredményt hozott, majd az Újpest tizenegyesekkel jutott tovább.

## Az SzTK és az Erima
A Szigetszentmiklósi TK 2009 őszén kötött szponzori megállapodást a német Erima cég magyarországi képviseletével, amely ettől kezdve a klub sportszer szállítója lett. A klub ezért cserébe felvette nevébe az Erima cég nevét, így 2009 ősze óta SzTK-Erima néven szerepel az NB II-ben és a korosztályos bajnokságokban is.

## Utánpótlás
Az SzTK-Erima színeiben közel 500 gyermek sportol, akik részt vesznek különböző korosztályos bajnokságokban is. A klubnál foglalkoznak az óvodás korúakkal is, de minden korosztályban van csapata. Összesen 12 gárda szerepel a bajnokságokban és van olyan korosztály, amelyben nem is egy, hanem két csapat indul SzTK-Erima néven. A gyerekek a nagy pálya mellett a Sport utcában található műfüves "Futsal Arénában" is készülnek, így a rossz idő esetén sem maradnak el a foglalkozások.
| Korosztály    | Edző(k)                                     |
| ------------- | ------------------------------------------- |
| U6-U7         | Borsos Balázs, Schrötter László             |
| U9            | Bertalan Zsolt, Nyúl Árpád                  |
| U11           | Schrötter László, Bödő Dominic              |
| U13           | Mlecsenkov Mátyás, Bonifert Péter           |
| U14-U15       | Nádudvari Zsolt, Pajor László, Csima György |
| U17           | Rakonczay András, Szilágyi Péter            |
| U19           | Pintér Zoltán, Haraszti Gergely             |
| Tömegsport    | Borsos Balázs, Puskás Gábor, Bihari Gergő   |
| U15, leány    | Mlecsenkov Mátyás, Borsos Andrea            |
| Felnőtt, nő   | Nádudvari Zsolt                             |
| Egyéni képzés | Tamási Zoltán                               |

## Edzők
| Edző           | Időszak                    |
| -------------- | -------------------------- |
| Kuti László    | 0–2004                     |
| Mersich Péter  | 2004–                      |
|                | ...                        |
| Rubold Péter   | 2008–2009                  |
| Várhidi Péter  | 2009 ősz                   |
| Aczél Zoltán   | 2010 ősz                   |
| Várhidi Péter  | 2010–2011 ősz              |
| Horváth Ferenc | 2011 ősz–2012 ősz          |
| Várhidi Péter  | 2012 ősz                   |
| Zoran Kuntić   | 2012–2013                  |
| Csurka Zoltán  | 2013–2014                  |
| Vágó Attila    | 2014                       |
| Székely Tibor  | 2014–2015                  |
| Horváth Ferenc | 2015                       |
| Vágó Attila    | 2015-2016. április         |
| Tamási Zoltán  | 2016. április-2016. június |
| Csurka Zoltán  | 2016. június-              |

## Kiemelkedő játékosok
Az SzTK-ból több játékos is eljutott az NB I-be, ilyen volt például Répási László, aki gólkirály és válogatott labdarúgó lett, de Keszthelyi Jenő, Kontha Károly és Potemkin Károly is nálunk kezdte a pályafutását.
Edzőként dolgozott a klubnál Zakariás József, az Aranycsapat egykori játékosa, valamint Raduly József és Sipos Ferenc magyar bajnok labdarúgók. Sportigazgatóként Várhidi Péter korábbi szövetségi kapitány is tevékenykedett a klubnál.

## Játékoskeret
| Kapusok | Kapusok       |
| ------- | ------------- |
| 1       | Sánta András  |
| 35      | Czuczi Márton |

| Hátvédek | Hátvédek           |
| -------- | ------------------ |
| 3        | Polyák Pál Kristóf |
| 13       | Póti Krisztián     |
| 15       | Benkő-Bíró Norbert |
| 16       | Vágó Levente       |
| 18       | Puskás Gábor       |
| 27       | Kovács János       |
| 30       | Hevesi-Tóth Tamás  |
| 32       | Bora György        |

| Középpályások | Középpályások     |
| ------------- | ----------------- |
| 6             | Domokos Bálint    |
| 72            | Lévai Norbert     |
| 8             | Szepessy Róbert   |
| 10            | Nagy Olivér       |
| 19            | Kollega Krisztián |
| 21            | Barna Zsolt       |
| 22            | Illés Gyula       |
| 26            | Gulyás Máté       |
| 7             | Balázs Richárd    |

| Csatárok | Csatárok      |
| -------- | ------------- |
| 9        | Szabó Bence   |
| 17       | Vólent Roland |
| 77       | Tóth Benjámin |

## Szakmai stáb
| Név               | Beosztás         |
| ----------------- | ---------------- |
| Csurka Zoltán     | vezetőedző       |
| Orenstein József  | pályaedző        |
| Szamosszegi Gábor | erőnléti edző    |
| Lukács Tamás      | kapusedző        |
| Schrötter László  | gyúró            |
| Riba Dániel       | gyúró            |
| Hegedűs György    | technikai vezető |